# Ptilinopus iozonus
La tortora beccafrutta panciarancio o colomba frugivora ventrearancione (Ptilinopus iozonus Gray, 1858) è un uccello della famiglia dei columbidi, diffuso in Indonesia, in Papua Nuova Guinea e in Australia.

## Distribuzione e habitat
La specie è diffusa in Nuova Guinea, nelle Isole Aru, nell'isola Yapen, nell'isola Manam, nell'isola Boigu e nelle Isole dello Stretto di Torres settentrionali. Abita le foreste pluviali pianeggianti e le mangrovie.

## Descrizione

### Aspetto
Il piumaggio è prevalentemente verde, con una grossa macchia arancione nella parte inferiore del petto e del ventre, ha una piccola macchia viola sulle spalle. Le copritrici sono di colore bianco giallastro. Il sottocoda è giallo pallido e ha una fascia terminale grigia sulla coda.

### Dimensioni
È una piccola colomba di 21 cm di lunghezza circa con un peso di 100-140g il maschio e 95-120g la femmina.

## Biologia
È stata osservata in piccoli stormi composti da 3-10 esemplari.

### Alimentazione
La colomba frugivora ventrearancione si nutre della frutta dagli alberi della foresta, soprattutto i fichi.

### Riproduzione
Il nido è una piattaforma costituita da bastoncini posti su un albero. Si riproducono probabilmente tutto l'anno. La femmina depone un singolo uovo.

## Tassonomia
Sono state descritte le seguenti sottospecie:
- P. i. iozonus Gray, GR, 1858
- P. i. humeralis Wallace, 1862
- P. i. pseudohumeralis Rand, 1938
- P. i. finschi Mayr, 1931